# Іоніно (Ленінградська область)
Іоніно (рос. Ионино) — присілок Бокситогорського району Ленінградської області Росії. Входить до складу Подборовського сільського поселення.
Населення — 5 осіб (2012 рік). 